# Cornelia de municipiis
Cornelia de municipiis o Cornelia de civitate va ser una llei romana que va proposar Luci Corneli Sul·la per privar de les seves terres i del dret de ciutadania a totes les persones que havien abraçat el partit popular de Luci Corneli Cinna, Gai Mari, Luci Corneli Escipió, Gai Norbà i altres notables enemics de Sul·la. Els comicis centuriats només van aprovar la pèrdua de les terres rústiques, però no del dret a la ciutadania, perquè van argumentar que no es podia treure a ningú aquest dret contra la seva voluntat. A la caiguda de Sul·la es va derogar la part de la llei aprovada.